# Martin Carayol
Pour les articles homonymes, voir Carayol.
Martin Carayol est un chercheur et traducteur français né le 3 juillet 1981, qui travaille sur les cultures populaires (principalement littératures de l'imaginaire, musiques rock et pop) en Finlande, Estonie et Hongrie. Il est l'auteur d'articles parus dans les Études finno-ougriennes. Il est également contributeur de NooSFere.
Il est le traducteur français de Emmi Itäranta et Pasi Ilmari Jääskeläinen, et est avec Eva Toulouze et Antoine Chalvin l'un des traducteurs français de Kristiina Ehin.

## Traductions littéraires du finnois
- Emmi Itäranta, Fille de l’eau, Paris : Presses de la Cité, 2015
- Emmi Itäranta, La Cité des méduses, Paris : Presses de la Cité, 2017
- Pasi Ilmari Jääskeläinen, Lumikko, Paris : Éditions de l’Ogre, 2016
- Minna Lindgren, Les Petits Vieux d’Helsinki mènent l’enquête, Paris : Calmann-Lévy, 2015
- Minna Lindgren, Les Petits Vieux d’Helsinki font le mur, Paris : Calmann-Lévy, 2016
- Minna Lindgren, Les Petits Vieux d’Helsinki se couchent de bonne heure, Paris : Calmann-Lévy, 2016
- Max Seeck, Chasseurs de sorcières, Paris : Michel Lafon, 2021

## Traductions littéraires de l'estonien
- Piret Raud, Au secours ! Maman rétrécit, Arles : Le Rouergue, 2017
- Kristiina Ehin, Matin de jeune lune, traduit par Martin Carayol et Eva Toulouze, Cordes-sur-Ciel : Éditions Rafael de Surtis, 2011